# ビクトリア州総督
ビクトリア州総督 (Governor of Victoria) は、オーストラリア連邦ビクトリア州の総督である。

## 一覧

ビクトリア州総督の旗（1903年-1984年）

### 副総督
| 代数 | 氏名                     | 就任          | 退任          |
| ---- | ------------------------ | ------------- | ------------- |
| 1    | チャールズ・ラ・トローブ | 1851年7月1日  | 1854年5月5日  |
| 2    | チャールズ・ホサム       | 1854年6月22日 | 1855年5月22日 |

### 総督
| 代数 | 氏名                             | 就任           | 退任           |
| ---- | -------------------------------- | -------------- | -------------- |
| 1    | チャールズ・ホサム               | 1855年5月22日  | 1855年12月31日 |
| 2    | ヘンリー・バークリー             | 1856年12月26日 | 1863年9月10日  |
| 3    | チャールズ・ダーリング           | 1863年9月11日  | 1866年5月7日   |
| 4    | ジョン・マナー・サットン         | 1866年8月15日  | 1873年3月2日   |
| 5    | ジョージ・ボウエン               | 1873年7月30日  | 1879年2月22日  |
| 6    | ジョージ・フィップス             | 1879年4月29日  | 1884年4月18日  |
| 7    | ヘンリー・レイク                 | 1884年7月15日  | 1889年11月15日 |
| 8    | ジョン・ホープ                   | 1889年11月28日 | 1895年7月12日  |
| 9    | トーマス・ブラッシー             | 1895年10月25日 | 1900年3月31日  |
| 10   | ジョージ・クラーク               | 1901年9月28日  | 1903年11月24日 |
| 11   | レジナルド・タルボット           | 1904年4月25日  | 1908年7月6日   |
| 12   | トーマス・ギブソン＝カーマイケル | 1908年7月27日  | 1911年5月19日  |
| 13   | ジョン・フラー                   | 1911年5月24日  | 1913年11月24日 |
| 14   | アーサー・スタンリー             | 1914年2月23日  | 1920年1月30日  |
| 15   | ジョージ・ラウス                 | 1921年2月24日  | 1926年4月7日   |
| 16   | アーサー・サマーズ＝コックス     | 1926年6月28日  | 1931年6月23日  |
| 17   | ウィリアム・ヴァネック           | 1934年5月14日  | 1939年4月4日   |
| 18   | ウィンストン・ダガン             | 1939年7月17日  | 1949年2月20日  |
| 19   | ダラス・ブルックス               | 1949年10月18日 | 1963年5月7日   |
| 20   | ローハン・デラコム               | 1963年5月8日   | 1974年5月31日  |
| 21   | ヘンリー・ウィネック             | 1974年6月1日   | 1982年2月28日  |
| 22   | ブライアン・マレイ               | 1982年3月1日   | 1985年10月3日  |
| 23   | デイヴィス・マコーヒー           | 1986年2月18日  | 1992年4月22日  |
| 24   | リチャード・マクガーヴィー       | 1992年4月23日  | 1997年4月23日  |
| 25   | ジェームズ・ゴボー               | 1997年4月24日  | 2000年12月31日 |
| 26   | ジョン・ランディ                 | 2001年1月1日   | 2006年4月7日   |
| 27   | デイヴィッド・ド・クレッツァー   | 2006年4月7日   | 2011年4月7日   |
| 28   | アレックス・チャーノフ           | 2011年4月8日   | 2015年6月30日  |
| 29   | リンダ・デソウ                   | 2015年7月1日   | 現在           |